# Islam au Turkménistan

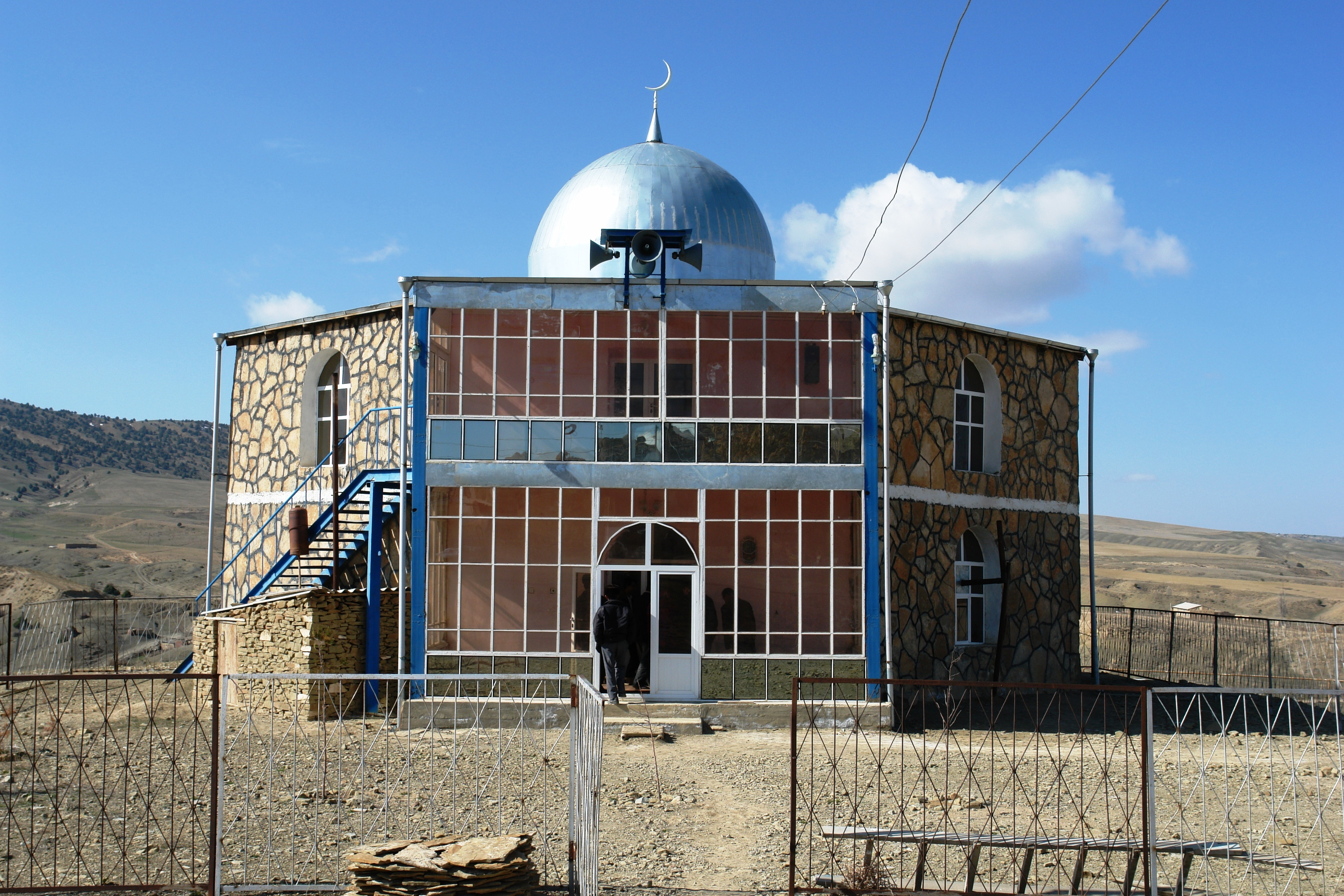
La mosquée centrale du village de Kone-Gummez, dans la région de Nohur.

L'islam au Turkménistan représente 93,1 % de la population (données de 2009). Les Turkmènes sont traditionnellement sunnites, comme leurs cousins d'Ouzbékistan et d'Afghanistan. Il existe aussi une minorité chiite, notamment parmi les Kurdes, aussi présents en Azerbaïdjan. L'islam est vécu comme un héritage culturel, mais certains souhaitent le voir jouer un rôle plus important au sein de la nation.

## Histoire

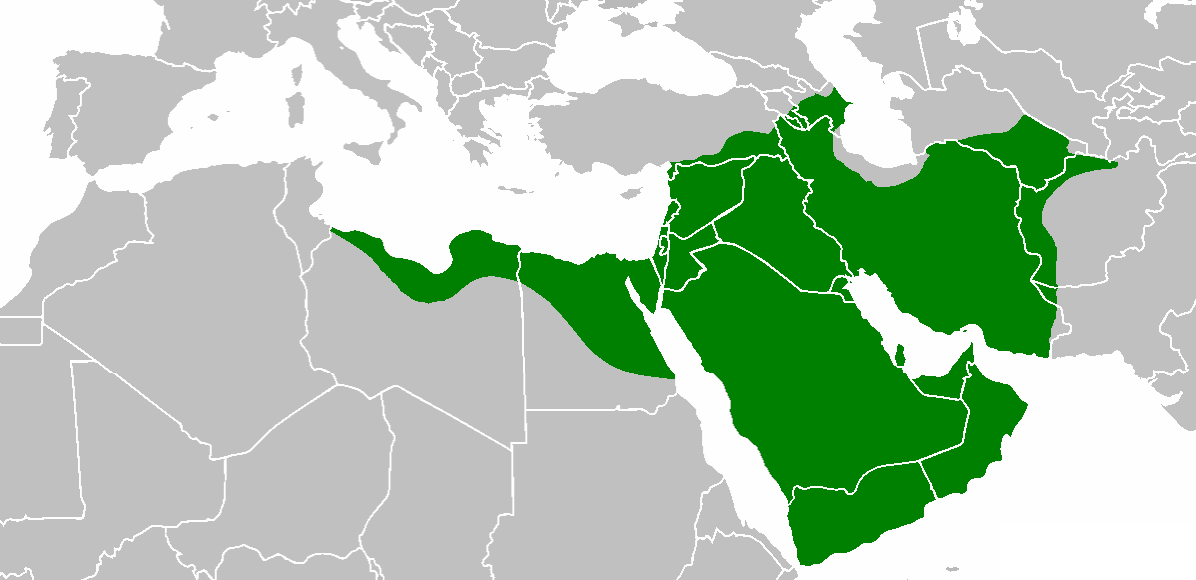
L'empire islamique sous le calife Omar. La partie Sud du Turkménistan en fait déjà partie.

L'islam a été introduit au Turkménistan pendant la première période d'expansion de l'islam, sous le deuxième et le troisième califes rachidoune Omar puis Othman. L'islam a intégré la structure tribale turkmène grâce au principe de la tribu sainte des « övlat ». Les ethnographes considèrent cette structure des övlat comme une nouvelle forme de culte des ancêtres associée au soufisme. D'après leur généalogie, chaque tribu descend de Mahomet via l'un des quatre califes rachidun. Les représentants des övlat ont un statut de saints en raison de leur origine sacrée et des pouvoirs spirituels qu'on leur attribue. Au XVIIIe siècle et au XIXe siècle, les tribus övlat se sont dispersés en petits groupes compacts dans le Turkménistan. Ils donnaient des bénédictions lors de rites qui rythmaient la vie entière, et intervenaient aussi comme médiateurs entre les tribus. L'institution des övlat conserve une autorité aujourd'hui. Beaucoup de Turkmènes révérés pour leurs pouvoirs spirituels se rattachent à une lignée d'övlat. Dans les contrées rurales, il n'est pas rare de les voir intervenir lors des grands événements de la vie des gens, et dans les célébrations communes.
Pendant la période soviétique, toutes les religions ont été opprimées par les autorités communistes. Les médersas et les mosquées furent fermées, et la pratique de l'islam interdite. Un organisme officiel, le conseil musulman d'Asie centrale, fut créé lors de la Seconde Guerre mondiale à Tachkent pour superviser l'islam en URSS. Il s'agissait surtout d'un organisme de propagande dont les activités avaient peu à voir avec la promotion de l'islam. La doctrine athée d'État étouffait l'activité religieuse, et a contribué à isoler le Turkménistan de la communauté musulmane mondiale. Néanmoins, certaines pratiques ont persisté en dépit de l'oppression soviétique, comme l'enterrement selon le rite musulman ou la circoncision. La pratique musulmane ne perdura véritablement que dans les zones rurales sous une forme folklorique, sans l'aval d'une réelle autorité spirituelle.

## Situation actuelle
Au sein de la population turkmène de culture musulmane, un certain nombre de personnes ne participent pas régulièrement à la prière de la mosquée ou ne manifestent pas publiquement leur appartenance à l'islam. Mais elles conservent les traditions musulmanes pour les grandes étapes de la vie, comme le mariage, l'enterrement et les pèlerinages. Néanmoins, depuis 1990, des efforts ont été faits pour retrouver l'héritage culturel perdu sous l'ère soviétique. Le président Saparmyrat Nyyazov avait imposé que les principes islamiques de base soient enseignés à l'école publique. Des institutions religieuses sont aussi apparues, comme des médersas et des mosquées, avec le soutien financier de l'Arabie saoudite, du Koweït et de la Turquie. Des cours de religion sont donnés dans les écoles et les mosquées ; on y enseigne l'arabe, le Coran, les hadiths et l'histoire de l'islam.
Certains responsables musulmans sont opposés au principe d'un gouvernement séculier, surtout s'il est composé d'anciens communistes. Il existe donc des responsables musulmans qui enseignent hors de la structure officielle, et qui cherchent à instruire davantage la population. Ils cherchent aussi à donner à l'islam un rôle plus important dans la société, et à augmenter l'adhésion à ses principes. En raison des menaces qui semblent peser sur les Slaves, de religion chrétienne orthodoxe, le gouvernement a élevé en ministère le conseil des affaires religieuses, de façon à encadrer plus fermement l'activité religieuse.

## Relation avec l'État
Le gouvernement actuel surveille l'islam à l'aide d'une structure semblable à celle de l'époque soviétique. Le conseil religieux musulman du Turkménistan constitue avec le conseil ouzbek le conseil religieux musulman du Mavarannahr, basé à Tachkent. Il a un rôle important dans l'attribution des salaires du clergé musulman du Turkménistan. Le conseil des juges islamiques (kaziyat) est sous la tutelle du ministère de la justice, et un conseil des affaires religieuses, qui constitue un ministère, organise les activités du clergé. Pour en faire partie, il faut faire partie du clergé, mais il est possible aussi de passer un examen.
Le gouvernement turkmène met en avant sa laïcité et son soutien à la liberté religieuse, garantie par la loi sur la liberté de conscience et sur les organisations religieuses, qui a été incluse dans la constitution. Cette loi garantit la séparation des institutions islamiques et de l'État. Elle empêche l'islam de jouer un rôle dans la vie politique par l'interdiction du da'wa, l'interdiction de la littérature religieuse non contrôlée, l'interdiction de la discrimination religieuse, et l'interdiction des partis religieux. De plus, le gouvernement peut décider de suspendre le salaire n'importe quel membre du clergé musulman, s'il ne lui convient pas. Depuis l'indépendance, l'islam s'est affirmé davantage au Turkménistan, mais il reste très contrôlé par le gouvernement. Aux élections présidentielles de 1992, le conseil officiel des juges religieux a apporté son soutien au président sortant Nyyazov.